# HIGH NUMBERS
『HIGH NUMBERS』（ハイ・ナンバーズ）は、2003年3月5日にcutting edgeより発売された、東京スカパラダイスオーケストラ10作目のオリジナル・アルバム。

## 概要
- 前作とは異なりゲスト・ミュージシャンを迎えずに制作。CCCD仕様。
- オリコンアルバムチャートで2位を記録。

## 収録曲
1. Rendezvous In Space!
  - 作曲：GAMO
2. 24 Hours To Ska
  - 作曲：川上つよし
3. A Quick Drunkard
  - 作詞：谷中敦　作曲：加藤隆志
4. Put On Fresh Sex
  - 作曲：冷牟田竜之
5. Natty Parade
  - 作曲：北原雅彦
6. Ocean To Ocean
  - 作曲：沖祐市
7. The Last Bandolero
  - 作曲：川上つよし
8. Rule Of Danger
  - 作曲：北原雅彦
9. 銀河と迷路
  - 作詞：谷中敦　作曲：NARGO
  - Vocal：茂木欣一
10. Lovers' Walk
  - 作曲：NARGO
11. WRECKIN' BALL
  - 作曲：冷牟田竜之
12. The Third Era
  - 作曲：NARGO
13. Skank In My Bones
  - 作曲：NARGO
14. 蟻たちの夜
  - 作詞：谷中敦　作曲：加藤隆志